# Liste der Kategorie-A-Bauwerke in West Lothian

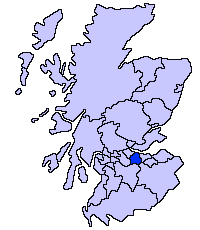
Lage von West Lothian in Schottland

Die Liste der Kategorie-A-Gebäude in West Lothian umfasst sämtliche in der Kategorie A eingetragenen Baudenkmäler in der schottischen Council Area West Lothian. Die Einstufung wird anhand der Kriterien von Historic Scotland vorgenommen, wobei in die höchste Kategorie A Bauwerke von nationaler oder internationaler Bedeutung einsortiert sind. In West Lothian sind derzeit 43 Bauwerke in der Kategorie A gelistet.
| Name                               | Lage                                                   | Typ                | Eintrag | Bild                              |
| ---------------------------------- | ------------------------------------------------------ | ------------------ | ------- | --------------------------------- |
| Abercorn Church                    | Abercorn 55° 59′ 45,8″ N, 3° 28′ 27,4″ W               | Kirche             | 612     | Abercorn Church                   |
| Hopetoun House                     | nahe South Queensferry 55° 59′ 43,2″ N, 3° 27′ 46,2″ W | Schloss            | 613     | Hopetoun House                    |
| Außengebäude von Hopetoun House    | nahe South Queensferry 55° 59′ 43,2″ N, 3° 27′ 46,2″ W | Wirtschaftsgebäude | 614     |                                   |
| Midhope Castle                     | nahe South Queensferry 55° 59′ 31,8″ N, 3° 29′ 16,3″ W | Tower House        | 630     | Midhope Castle                    |
| House of the Binns                 | nahe Blackness 55° 59′ 26,5″ N, 3° 31′ 23,1″ W         | Herrenhaus         | 632     | House of the Binns                |
| Duntarvie Castle                   | nahe Winchburgh 55° 58′ 21,8″ N, 3° 27′ 31,8″ W        | Herrenhaus         | 6422    | Duntarvie Castle                  |
| Südtor von Hatton House            | nahe Kirknewton 55° 54′ 4,6″ N, 3° 23′ 46,3″ W         | Tor                | 7355    | Südtor von Hatton House           |
| Linhouse Viaduct                   | nahe Livingston 55° 52′ 3,3″ N, 3° 28′ 36,8″ W         | Brücke             | 7365    | Linhouse Viaduct                  |
| Almondell Bridge                   | nahe Livingston 55° 54′ 13,7″ N, 3° 27′ 35,7″ W        | Brücke             | 7370    | Almondell Bridge                  |
| Almondell Aqueduct                 | nahe Livingston 55° 54′ 4,2″ N, 3° 27′ 45,9″ W         | Aquädukt           | 7371    | Almondell Aqueduct                |
| Blackburn House                    | nahe Blackburn 55° 52′ 23,3″ N, 3° 35′ 53,8″ W         | Herrenhaus         | 7419    | Blackburn House                   |
| Broxburn Viaduct                   | nahe Broxburn 55° 56′ 14,7″ N, 3° 25′ 58,6″ W          | Brücke             | 7427    | Broxburn Viaduct                  |
| Almond Valley Viaduct              | nahe Broxburn 55° 56′ 1,9″ N, 3° 25′ 4,9″ W            | Brücke             | 7428    | Almond Valley Viaduct             |
| Almond Aqueduct                    | nahe Broxburn 55° 55′ 13,2″ N, 3° 26′ 2,3″ W           | Aquädukt           | 7430    | Almond Aqueduct                   |
| Niddry Castle                      | nahe Winchburgh 55° 57′ 14,1″ N, 3° 27′ 2,2″ W         | Tower House        | 7437    | Niddry Castle                     |
| Avon Aqueduct                      | nahe Whitecross 55° 57′ 51,6″ N, 3° 39′ 22,5″ W        | Aquädukt           | 7468    | Avon Aqueduct                     |
| Kingscavil Cottages                | nahe Linlithgow 55° 58′ 16,9″ N, 3° 33′ 19,4″ W        | Wohngebäude        | 7482    | Kingscavil Cottages               |
| Grange House                       | nahe Linlithgow 55° 59′ 29,5″ N, 3° 36′ 14,9″ W        | Villa              | 12972   |                                   |
| Ochiltree Castle                   | nahe Bridgend 55° 57′ 21,8″ N, 3° 33′ 3,2″ W           | Tower House        | 12978   | Ochiltree Castle                  |
| Preston House                      | Linlithgow 55° 57′ 54,6″ N, 3° 36′ 36,6″ W             | Herrenhaus         | 12983   |                                   |
| Avon Viaduct                       | nahe Westfield 55° 56′ 5,3″ N, 3° 42′ 27,2″ W          | Brücke             | 12985   | Avon Viaduct                      |
| Woodcockdale                       | nahe Westfield 55° 57′ 54,5″ N, 3° 38′ 32″ W           | Wohngebäude        | 12989   | Woodcockdale                      |
| Mid Calder Parish Church           | Mid Calder 55° 53′ 24,4″ N, 3° 28′ 57,2″ W             | Kirche             | 14144   | Mid Calder Parish Church          |
| Calder House                       | Mid Calder 55° 53′ 21,9″ N, 3° 29′ 4″ W                | Herrenhaus         | 14153   | Calder House                      |
| Osttor von Calder House            | Mid Calder 55° 53′ 22,1″ N, 3° 28′ 55,8″ W             | Tor                | 14155   | Osttor von Calder House           |
| Linhouse                           | nahe Livingston 55° 51′ 2,7″ N, 3° 29′ 56,9″ W         | Herrenhaus         | 14156   | Linhouse                          |
| Houstoun House                     | Uphall 55° 55′ 32,5″ N, 3° 31′ 4,5″ W                  | Hotel              | 14243   | Houstoun House                    |
| Torphichen Preceptory              | Torphichen 55° 56′ 4,8″ N, 3° 39′ 7,2″ W               | Sakralbau          | 14532   | Torphichen Preceptory             |
| Gowanbank                          | nahe Avonbridge 55° 55′ 20,1″ N, 3° 44′ 12,1″ W        | Bauernhof          | 14557   | Gowanbank                         |
| Ehemalige Bathgate Academy         | Bathgate 55° 54′ 2″ N, 3° 38′ 2,1″ W                   | Schulgebäude       | 22125   | Ehemalige Bathgate Academy        |
| Linlithgow Burgh Halls             | Linlithgow 55° 58′ 38,7″ N, 3° 36′ 2,3″ W              | Verwaltungsgebäude | 37362   | Linlithgow Burgh Halls            |
| Cross House                        | Linlithgow 55° 58′ 38,5″ N, 3° 36′ 4″ W                | Wohngebäude        | 37363   | Cross House                       |
| St Michael’s Well                  | Linlithgow 55° 58′ 36,1″ N, 3° 35′ 50,7″ W             | Brunnen            | 37383   | St Michael’s Well                 |
| West Port House                    | Linlithgow 55° 58′ 33″ N, 3° 36′ 34,8″ W               | Herrenhaus         | 37430   |                                   |
| 38–44 High Street                  | Linlithgow 55° 58′ 33″ N, 3° 35′ 51,2″ W               | Wohngebäude        | 37438   |                                   |
| 46–48 High Street                  | Linlithgow 55° 58′ 36,8″ N, 3° 35′ 51,8″ W             | Wohngebäude        | 37439   |                                   |
| Taubenturm von Learmonths Gardens  | Linlithgow 55° 58′ 32,5″ N, 3° 35′ 54,4″ W             | Taubenturm         | 37468   | Taubenturm von Learmonths Gardens |
| Linlithgow Palace                  | Linlithgow 55° 58′ 43,5″ N, 3° 36′ 3,1″ W              | Palastruine        | 37469   | Linlithgow Palace                 |
| Torhaus von Linlithgow Palace      | Linlithgow 55° 58′ 41,2″ N, 3° 36′ 3,4″ W              | Torhaus            | 37470   | Torhaus von Linlithgow Palace     |
| St Michael’s Church                | Linlithgow 55° 58′ 41,7″ N, 3° 36′ 1,5″ W              | Kirche             | 37499   | St Michael’s Church               |
| Brucefield Church                  | Whitburn 55° 52′ 0,7″ N, 3° 40′ 53,9″ W                | Kirche             | 51254   | Brucefield Church                 |
| Memorial Church                    | nahe Dechmont 55° 55′ 21,8″ N, 3° 33′ 3,3″ W           | Kirche             | 51902   | Memorial Church                   |
| Halle des Bangour Village Hospital | nahe Dechmont 55° 55′ 15,3″ N, 3° 33′ 6,3″ W           | Krankenhaus        | 51903   |                                   |